# 康科迪亞 (堪薩斯州)
康科迪亞（英語：Concordia）是一個位於美國堪薩斯州克勞德縣的城市。同時該地也是克勞德縣的縣治。

## 地方資料
康科迪亞的座標為39°34′09″N 97°39′30″W / 39.56917°N 97.65833°W，而該地的海拔高度為420米（即1378英尺）。根據2010年美國人口普查，該地共人口5111人，而該地的面積約為11.66平方千米。